# باول ناش (موسيقي)
باول نـاش (بالإنجليزية: Paul Nash)‏ هو موسيقي أمريكي، ولد في 19 فبراير 1948 في ذا برونكس في الولايات المتحدة، وتوفي في 25 يناير 2005 في مانهاتن في الولايات المتحدة.

## وصلات خارجية
- باول نـاش على موقع ميوزك برينز (الإنجليزية)
- باول نـاش على موقع أول ميوزيك (الإنجليزية)